# Liga Portuguesa de Basquetebol 2020-2021
La Liga Portuguesa de Basquetebol 2020-2021 è stato il massimo campionato maschile di pallacanestro in Portogallo. Vincitore della competizione è stato il Sporting Club Lisbona.

## Partecipanti
| Squadra     | Città               | Palasport                                            |
| ----------- | ------------------- | ---------------------------------------------------- |
| Académica   | Coimbra             | Pavilhão Multidesportos Dr. Mário Mexia              |
| Barreirense | Barreiro            | Pavilhão Municipal Luís de Carvalho                  |
| Benfica     | Lisbona             | Pavilhão da Luz Nº 1                                 |
| CAB Madeira | Funchal             | Pavilhão do CAB                                      |
| Esgueira    | Esgueira            | Pavilhão Clube do Povo de Esgueira                   |
| FC Porto    | Porto               | Dragão Caixa                                         |
| Galitos     | Barreiro            | Pavilhão Municipal Luís de Carvalho                  |
| Imortal     | Albufeira           | Pavilhão Municipal de Albufeira                      |
| Lusitânia   | Angra do Heroísmo   | Pavilhão Municipal de Desportos de Angra do Heroísmo |
| Maia Basket | Maia                | Pavilhão Nortecoope                                  |
| Oliveirense | Oliveira de Azeméis | Pavilhão Doutor Salvador Machado                     |
| Ovarense    | Ovar                | Arena Dolce Vita                                     |
| Sporting    | Lisbona             | Pavilhão João Rocha                                  |
| Vitória     | Guimarães           | Pavilhão do Vitória Sport CLube                      |

## Prima fase

### Risultati
| Casa\Ospite | AAC    | BAR    | SLB   | CAB    | ESG    | FCP   | GFC    | IBC    | SCL   | MAI    | UDO   | OVA     | SCP    | VIT     |
| ----------- | ------ | ------ | ----- | ------ | ------ | ----- | ------ | ------ | ----- | ------ | ----- | ------- | ------ | ------- |
| Académica   |        | 111-56 | 74-93 | 77-68  | 68-54  | 55-62 | 89-83  | 62-74  | 83-84 | 87-69  | 71-89 | 75-72   | 58-91  | 78-83   |
| Barreirense | 71-81  |        | 79-92 | 69-86  | 85-89  | 48-94 | 72-85  | 48-89  | 85-86 | 102-97 | 56-93 | 70-73   | 77-103 | 84-89   |
| Benfica     | 115-78 | 112-68 |       | 104-67 | 78-73  | 79-88 | 97-77  | 97-84  | 93-89 | 93-73  | 90-74 | 92-72   | 75-87  | 102-60  |
| CAB Madeira | 92-91  | 118-89 | 66-92 |        | 91-97  | 73-78 | 102-87 | 75-94  | 87-81 | 95-72  | 81-75 | 101-103 | 72-87  | 85-66   |
| Esgueira    | 75-83  | 80-82  | 77-92 | 65-66  |        | 72-73 | 80-61  | 54-76  | 65-80 | 88-70  | 68-82 | 73-85   | 70-83  | 97-88   |
| FC Porto    | 101-65 | 99-59  | 79-87 | 99-72  | 91-78  |       | 82-55  | 70-50  | 86-82 | 81-44  | 97-72 | 95-55   | 81-78  | 76-71   |
| Galitos     | 79-76  | 71-69  | 78-74 | 83-69  | 74-92  | 70-78 |        | 62-76  | 92-93 | 76-74  | 62-73 | 103-98  | 53-73  | 66-82   |
| Imortal     | 95-69  | 96-86  | 93-86 | 93-82  | 101-50 | 99-95 | 100-87 |        | 81-72 | 77-103 | 79-90 | 76-95   | 102-98 | 83-76   |
| Lusitânia   | 93-83  | 87-67  | 69-82 | 102-97 | 79-75  | 73-82 | 89-86  | 62-76  |       | 93-67  | 92-82 | 75-69   | 65-74  | 87-70   |
| Maia Basket | 63-80  | 79-77  | 95-84 | 73-85  | 86-82  | 65-92 | 81-85  | 74-97  | 65-76 |        | 68-80 | 80-96   | 71-95  | 65-83   |
| Oliveirense | 88-85  | 102-54 | 94-81 | 87-79  | 86-81  | 85-82 | 88-57  | 84-71  | 84-90 | 87-59  |       | 97-77   | 87-76  | 101-78  |
| Ovarense    | 93-75  | 115-75 | 76-91 | 85-87  | 71-99  | 56-66 | 83-73  | 59-84  | 87-97 | 81-71  | 56-73 |         | 92-97  | 108-118 |
| Sporting    | 82-47  | 101-50 | 67-63 | 104-69 | 97-68  | 63-57 | 99-61  | 101-72 | 89-84 | 96-66  | 85-78 | 89-58   |        | 112-71  |
| Vitória     | 80-72  | 84-63  | 66-89 | 89-100 | 99-71  | 62-74 | 100-67 | 68-73  | 71-81 | 88-74  | 84-74 | 71-70   | 77-82  |         |

### Classifica finale
| Posizione | Squadra              | Partite giocate | Vinte | Perse | Punti fatti | Punti subiti | Differenza | Punti |                          |
| --------- | -------------------- | --------------- | ----- | ----- | ----------- | ------------ | ---------- | ----- | ------------------------ |
| 1         | Sporting CP          | 26              | 23    | 3     | 2309        | 1824         | 485        | 49    | Playoffs                 |
| 2         | FC Porto             | 26              | 22    | 4     | 2158        | 1768         | 390        | 48    | Playoffs                 |
| 3         | Imortal Luzigás      | 26              | 20    | 6     | 2203        | 1982         | 221        | 46    | Playoffs                 |
| 4         | Sport Lisboa Benfica | 26              | 19    | 7     | 2333        | 2004         | 329        | 45    | Playoffs                 |
| 5         | UD Oliveirense       | 26              | 19    | 7     | 2205        | 1959         | 246        | 45    | Playoffs                 |
| 6         | Lusitânia Expert     | 26              | 17    | 9     | 2161        | 2078         | 83         | 43    | Playoffs                 |
| 7         | CAB Madeira          | 26              | 12    | 14    | 2165        | 2242         | -77        | 38    | Playoffs                 |
| 8         | Vitória de Guimarães | 26              | 12    | 14    | 2074        | 2134         | -60        | 38    | Playoffs                 |
| 9         | Ovarense Gavex       | 26              | 9     | 17    | 2086        | 2203         | -117       | 35    | Playout                  |
| 10        | Académica Efapel     | 26              | 9     | 17    | 1973        | 2105         | -132       | 35    | Playout                  |
| 11        | Galitos Barreiro     | 26              | 8     | 18    | 1933        | 2189         | -256       | 34    | Playout                  |
| 12        | Esgueira/Aveiro/OLI  | 26              | 7     | 19    | 1973        | 2127         | -154       | 33    | Playout                  |
| 13        | Maia Basket Clube    | 26              | 3     | 23    | 1881        | 2268         | -387       | 29    | Retrocessione in ProLiga |
| 14        | FC Barreirense       | 26              | 2     | 24    | 1841        | 2412         | -571       | 28    | Retrocessione in ProLiga |

## Playout
| Squadra          | Serie | Squadra             | Garauno | Garadue | Garatre   | Garaquattro | Garacinque |
| ---------------- | ----- | ------------------- | ------- | ------- | --------- | ----------- | ---------- |
| Ovarense Gavex   | 3 - 1 | Esgueira/Aveiro/OLI | 75 - 82 | 73 - 63 | 103 - 92  | 92 - 85     |            |
| Académica Efapel | 3 - 0 | Galitos Barreiro    | 95 - 88 | 87 - 86 | 109 - 100 |             |            |

## Playoff
|  | Quarti di finale | Quarti di finale | Quarti di finale |          |   | Semifinali | Semifinali | Semifinali |  |  | Finale | Finale      | Finale |
|  |                  |                  |                  |          |   |            |            |            |  |  |        |             |        |
|  | 1                | Sporting         | 3                |          |   |            |            |            |  |  |        |             |        |
|  | 8                | Vitória          | 1                |          |   |            |            |            |  |  |        |             |        |
|  | 8                | Vitória          | 1                |          |   | Sporting   | 3          |            |  |  |        |             |        |
|  |                  |                  |                  |          |   | Sporting   | 3          |            |  |  |        |             |        |
|  |                  |                  | Benfica          | 0        |   |            |            |            |  |  |        |             |        |
|  | 4                | Benfica          | Benfica          | 0        | 3 |            |            |            |  |  |        |             |        |
|  | 4                | Benfica          |                  |          | 3 |            |            |            |  |  |        |             |        |
|  | 5                | Oliveirense      | 1                |          |   |            |            |            |  |  |        |             |        |
|  |                  |                  |                  |          |   |            |            |            |  |  |        | Sporting CP | 3      |
|  |                  |                  |                  | FC Porto | 2 |            |            |            |  |  |        |             |        |
|  | 2                | FC Porto         | 3                |          |   |            |            |            |  |  |        |             |        |
|  | 7                | CAB Madeira      | 1                |          |   |            |            |            |  |  |        |             |        |
|  | 7                | CAB Madeira      | 1                |          |   | FC Porto   | 3          |            |  |  |        |             |        |
|  |                  |                  |                  |          |   | FC Porto   | 3          |            |  |  |        |             |        |
|  |                  |                  | Imortal          | 0        |   |            |            |            |  |  |        |             |        |
|  | 3                | Imortal          | Imortal          | 0        | 3 |            |            |            |  |  |        |             |        |
|  | 3                | Imortal          |                  |          | 3 |            |            |            |  |  |        |             |        |
|  | 6                | Lusitânia        | 0                |          |   |            |            |            |  |  |        |             |        |

### Quarti di finale
| Squadra         | Serie | Squadra        | Garauno  | Garadue  | Garatre | Garaquattro | Garacinque |
| --------------- | ----- | -------------- | -------- | -------- | ------- | ----------- | ---------- |
| Sporting CP     | 3 - 1 | Vitória        | 94 - 58  | 85 - 67  | 71 - 84 | 97 - 80     |            |
| S.L. Benfica    | 3 - 1 | UD Oliveirense | 95 - 89  | 88 - 89  | 82 - 79 | 97 - 88     |            |
| FC Porto        | 3 - 1 | CAB Madeira    | 105 - 53 | 77 - 64  | 79 - 86 | 98 - 85     |            |
| Imortal Luzigás | 3 - 0 | Lusitânia      | 94 - 81  | 102 - 84 | 96 - 80 |             |            |

### Semifinale
| Squadra     | Serie | Squadra         | Garauno | Garadue  | Garatre | Garaquattro | Garacinque |
| ----------- | ----- | --------------- | ------- | -------- | ------- | ----------- | ---------- |
| Sporting CP | 3 - 0 | S.L. Benfica    | 92 - 86 | 83 - 75  | 95 - 82 |             |            |
| FC Porto    | 3 - 0 | Imortal Luzigás | 92 - 67 | 110 - 68 | 97 - 68 |             |            |

### Finale
| Squadra     | Serie | Squadra  | Garauno | Garadue | Garatre | Garaquattro | Garacinque |
| ----------- | ----- | -------- | ------- | ------- | ------- | ----------- | ---------- |
| Sporting CP | 3 - 2 | FC Porto | 74 - 72 | 69 - 81 | 73 - 87 | 80 - 76     | 86-85      |

## Vincitore
| Campioni LPB "Placard" 2020-21 |
| ------------------------------ |
| Sporting CP 9º Titolo          |